# 东非啄木鸟
东非啄木鸟 （学名：Campethera nubica）是啄木鸟科绿背斑啄木鸟属的一个种，广泛分布于非洲中东部，西至乍得，东到索马里，南抵坦桑尼亚的大片区域。该物种分布相对广泛，种群数量较为稳定，国际自然保护联盟将其保护状况评定为“无危”。

## 分类
1780年，法国博物学家乔治-路易·勒克莱尔·德·布丰伯爵在他的《自然鸟史》（Histoire Naturelle des Oiseaux）一书中根据在努比亚采集的标本描述了这种鸟类。 这种鸟还被插画家弗朗索瓦·尼古拉斯·马丁内特绘制在手绘彩色版的图板上，该图板在埃德米·路易斯·道本顿的监督下制作，配合布丰伯爵的文本出版于《自然史的光辉图》（Planches Enluminées D'Histoire Naturelle）一书中。  但此时这种鸟还没有学名，直到1783年荷兰博物学家彼得·博达尔特在他的《自然史图集》（Planches Enluminées）一书中将该种鸟类命名为Picus nubicus。 1841年，英国动物学家乔治·罗伯特·格雷引入了绿背斑啄木鸟属Campethera，东非啄木鸟后被划入该属中。 属名结合了古希腊语“kampē”，意为“毛毛虫”，以及“thēras”，意为“猎人”。
东非啄木鸟有两个亚种：
- C. n. nubica（博达尔特，1783）分布于苏丹和埃塞俄比亚至刚果民主共和国东北部、坦桑尼亚西南部和肯尼亚。
- C. n. pallida（夏普，1902）分布于索马里南部和肯尼亚沿海地区。

## 外形

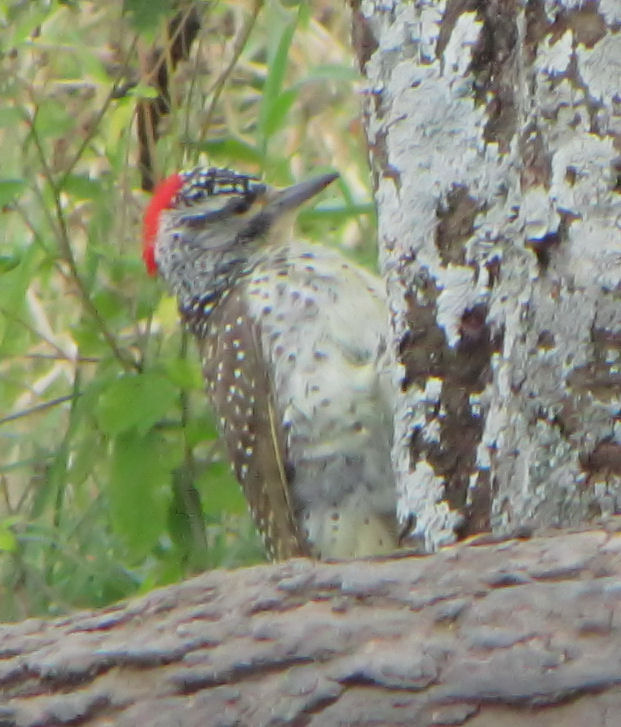
坦桑尼亚塞伦盖蒂国家公园的一只雌性东非啄木鸟。

东非啄木鸟体型中等，身长约21厘米（8.3英寸）。雄鸟有红色的头冠和颈背，面颊上有红色条纹；雌鸟头冠黑色，缀有白色斑点，颈背为红色，面颊上有深色条纹，亦有白色斑点。除此之外，两性外形相似。
上半身为橄榄褐色，有许多乳白色的斑点和条纹。翅膀为绿褐色，上面有白色条纹，尾巴为绿黄色，上面有棕色条纹，羽轴为金色。喉咙为乳白色，头部、颈部、胸部和腹部为白色，有黑色斑点和条纹。喙为灰色，喙尖端深色，眼睛为红色或粉红色，眼眶为灰色，脚为橄榄色或灰色。它们会发出各种叫声，像是尖锐清脆的铃声或哨声，有时是音乐般的，有时是金属般的，经常以二重唱的形式鸣叫。

## 分布
东非啄木鸟是东非特有的鸟类，其分布范围包括乍得、刚果民主共和国、吉布提、厄立特里亚、埃塞俄比亚、肯尼亚、索马里、南苏丹、苏丹、坦桑尼亚和乌干达。 开阔的稀树草原林地是该种鸟类的典型栖息地，尤其是生长有相思树属和大戟属植物的地区，此外还包括灌木丛和矮树丛地区。东非啄木鸟是一种非迁徙鸟类，通常生活在海拔2,000米以下的地区。

## 习性
东非啄木鸟通常独自觅食，通过声音与配偶保持联系。其主要在树上觅食，但也会在地面上寻找蚂蚁和白蚁，同时也吃蜘蛛和甲虫。